# Olivier Cavé
Pour les articles homonymes, voir Cavé.
Olivier Cavé est un pianiste italo-suisse, né à Martigny en Suisse, le 18 décembre 1977. Il habite à Moutier.

## Biographie
Olivier Cavé commence sa carrière par un concert à la Fondation Pierre Gianadda en 1991, lors d'un concert dirigé par Yehudi Menuhin.
En 2008, il sort son premier album auprès du label  Æon, consacré au compositeur Domenico Scarlatti. Le second album, consacré lui à Muzio Clementi en 2010, toujours chez  Æon, est largement salué par la critique et reçoit diverses récompenses : 5 diapasons (Diapason), 4 étoiles (auprès du magazine Classica) et la meilleure notation dans le magazine japonais "Geijutsu Records".
Il entame, en 2011, une tournée aux États-Unis, principalement sur la côte est. Il se produit notamment à la Duke University et à la West Virginia University.
Après les auteurs italiens, il fait un détour par Jean-Sébastien Bach, avec un nouvel album en 2013. En 2015, son album, toujours chez Æon, consacré à Haydn et Domenico Scarlatti, est classé no 1 des 10 meilleurs enregistrements classiques pour l'année 2015 par le célèbre magazine Forbes.
En 2016, c'est auprès du label Alpha qu'il sort un nouvel album, consacré à Wolfgang Amadeus Mozart. Il collabore alors avec le chef d'orchestre italien, Rinaldo Alessandrini, et obtient le "choc classica".
Son sixième album, sorti en 2018 toujours chez Alpha, est consacré à Joseph Haydn et Ludwig van Beethoven. Celui-ci est officiellement lancé lors d'un concert, Salle Gaveau à Paris.
Son dernier album, consacré aux deux premiers concertos de Beethoven, sort en 2020. Au vu de la situation sanitaire liée au coronavirus, la représentation prévue à la Salle Gaveau de Paris est reportée, mais la sortie de l'album est maintenue en octobre 2020.

## Discographie
- 2008 -  Domenico Scarlatti - Label  Æon
- 2010 -  Muzio Clementi - Label  Æon
- 2013 -  Jean-Sébastien Bach - Label  Æon
- 2015 -  Joseph Haydn et Domenico Scarlatti - Label  Æon
- 2016 -  Wolfgang Amadeus Mozart - Label Alpha
- 2018 -  Joseph Haydn et Ludwig van Beethoven - Label Alpha
- 2020 - Ludwig van Beethoven - Label Alpha